# قرظه بن کعب
قرظة بن کعب انصاری از قبیله خزرج، صحابه محمد پیامبر اسلام، از فرماندهان سپاه در فتوحات مسلمانان و از یاران و کارگزاران علی بن ابی طالب در زمان خلافتش بود. به گفته ابن عبدالبر، وی در غزوه احد و دیگر جنگ های مسلمانان در زمان محمد شرکت داشت. 
در حمله اعراب به ایران در زمان خلافت عمر، وی فرماندهی سپاهی را بر عهده داشت که ری را فتح کرد. در زمان خلافت علی بن ابی طالب، زمانی که ابوموسی اشعری از همکاری با علی جهت گسیل سپاه از کوفه به بصره جهت شرکت در نبرد جمل خودداری کرد، علی قرظة بن کعب انصاری را به آن شهر گسیل داشت تا ابوموسی را عزل کند و خود فرماندار شود. پس از استقرار علی در کوفه، قرظة بن کعب مدتی فرماندار بهقباذات و مدتی مسئول جمع آوری مالیات عین التمر بود.
وی در نبرد صفین پرچمدار انصار بود. همچنین در برخی منابع نقل شده که دوره ای فرماندار فارس بود و بعداً وقتی مردم آن نواحی شورش کردند، زیاد بن ابیه به جایش منصوب شد.
وی در سال ۵۱ هجری قمری درگذشت.
در نبرد کربلا یک فرزندش به اسم عمرو بن قرظه در سپاه حسین بن علی بود و کشته شد. فرزند دیگرش به اسم علی یا زبیر در سپاه عمر بن سعد بود و زخمی شد.